# Моцартеум

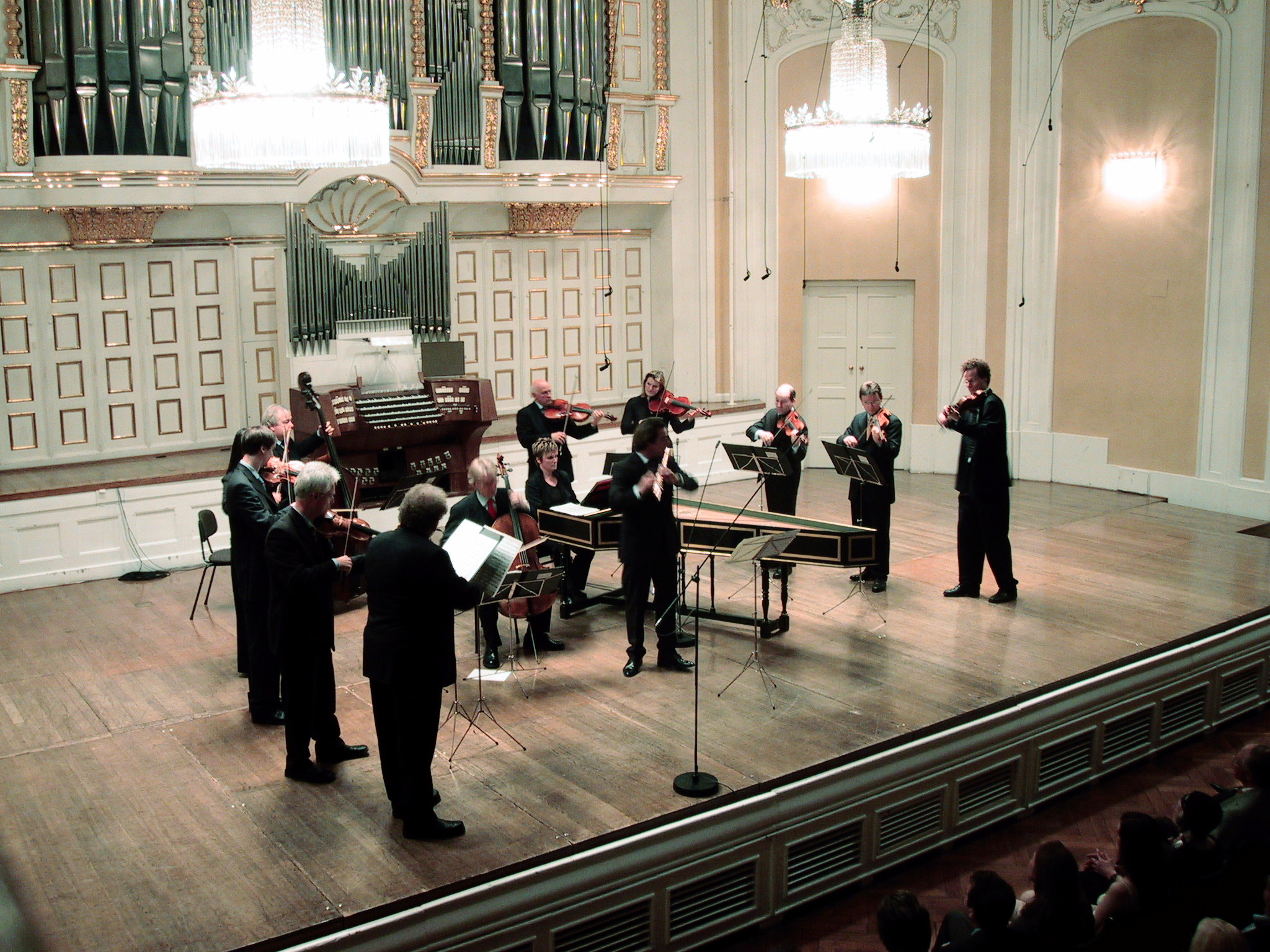
Сцена Большого концертного зала в Моцартеуме

Моцартеум (нем. Mozarteum) — консерватория в Зальцбурге (Австрия). Носит имя Вольфганга Амадея Моцарта. Одноимённые концертный комплекс и оркестр в настоящее время обладают самостоятельностью, хотя на протяжении первого столетия работы оркестр и консерватория составляли единое целое и управлялись одним и тем же руководством.
Первоначально был основан в 1841 году при участии вдовы Моцарта Констанцы под названием «Соборное музыкальное общество и Моцартеум» (нем. Dommusikverein und Mozarteum); в задачи нового учреждения входило как обучение музыкантов (с особым вниманием к церковной музыке), так и собирание и изучение творческого наследия Моцарта. В 1881 году Моцартеум объединился с Международным фондом Моцартеум (нем. Internationale Mozarteumstiftung). В 1914 году он получил статус консерватории. В дальнейшем официальное название Моцартеума менялось ещё несколько раз; с 1998 года он называется Университет Моцартеум в Зальцбурге (нем. Universität Mozarteum Salzburg).
Продолжающий действовать при университете Международный фонд Моцартеум собирает Моцартовскую библиотеку и поддерживает сеть музеев в Зальцбурге, посвящённую Моцарту.

## Ректоры
- Алоиз Таукс (1841—1861)
- Ханс Шлегер (1861—1868)
- Отто Бах (1868—1879)
- Йозеф Фридрих Гуммель (1880—1908)
- Йозеф Райтер (1908—1911)
- Пауль Гренер (1911—1913)
- Франц Ледвинка (1913—1917)
- Бернхард Паумгартнер (1917—1938)
- Клеменс Краус (1939—1944)
- Бернхард Паумгартнер (1946—1959)
- Эберхард Пройснер (1959—1964)
- Хайнц Шольц (1964)
- Роберт Вагнер (1965—1971)
- Пауль фон Шильхавски (1971—1979)
- Франц Рихер Херф (1979—1983)
- Гюнтер Бауэр (1983—1991)
- Вольфганг Рошер (1991—1995)
- Клаус Агер (1995—2000)
- Роланд Хаас (2000—2005)
- Готфрид Хольцер-Граф (2006)
- Райнхарт фон Гутцайт (2006—2014)

## Известные преподаватели
- Барбара Бонней
- Витторио Гиельми
- Ирена Графенауэр
- Мария Гржимали
- Фриц Йёде
- Алексей Любимов
- Игор Озим
- Гоффредо Петрасси
- Ваша Пржигода
- Эрманно Вольф-Феррари
- Адриана Хёльцки
- Генрих Шифф
- Рейнхард Фебель

## Известные выпускники
- Рудольф Ангермюллер
- Томас Бернхард
- Отмар Суитнер
- Герберт фон Караян
- Вольфганг Маршнер
- Леопольд Хагер
- Томас Цетмайр
- Беньямин Шмид
- Никола Сгро
- Зураб Зурабишвили